# U-35 (Kriegsmarine)
U-35 je bila nemška vojaška podmornica Kriegsmarine, ki je bila dejavna med drugo svetovno vojno.
Sodila je med prva plovila srednjega razreda podmornic, in sicer razred VIIA. Izdelana je bila v severnonemškem pristanišču Kiel, v ladjedelnici F. Krupp Germaniawerft AG, njena proizvodna serijska številka je bila werk 558. Naročilo za njeno izdelavo je bilo podpisano 25. marca 1935, graditi so jo začeli 2. marca 1936, splovili so jo 24. septembra istega leta in dokončno izgotovili ter sprejeli v uporabo 3. novembra 1936. Njen prvi poveljnik je bil Klaus Ewerth, v vojni pa jo je vodil Werner Lott. Ta jo je popeljal na tri patrulje in v 52 operativnih dneh potopil štiri ladje s tonažo 7.850 BRT in še eno poškodoval (6.014 BRT). Podmornica je bila potopljena 29. novembra 1939 v napadu britanskih vojnih ladij.

## Zgodovina

### 1936-39
Vse od splovitve v novembru 1936 je sodila v sestavo druge podmorniške flotilje (2. Unterseebootsflottille), ki se je imenovala "Saltzwedel", po podmorniškem asu prve svetovne vojne, Reinholdu Saltzwedlu. V predvojnem času se je na njej izmenjalo več poveljnikov, med njimi tudi Hermann Michahelles, ki se je 30. julija 1937 ubil v avtomobilski nesreči. Tedaj je za krajši čas vodenje kot začasna zamenjava (Kommandant in Vertretung) prevzel njen tedanji prvi častnik Otto Kretschmer, ki se je kasneje v vojni na drugih plovilih izkazal in postal najuspešnejši as od vseh. Za njim jo je nato prevzel Werner Lott, ki jo je potem popeljal tudi na vojne patrulje.

### Prva patrulja
Ob izbruhu druge svetovne vojne se je nahajala v Baltiku. Iz pristanišča Memel (današnja litovska Klaipeda) je krenila 27. avgusta, tik pred napadom na Poljsko in se prvega septembra, na prvi dan vojne, vrnila v Kiel po šestih dneh plovbe. Od tam je nato nadaljevala do svoje matične baze v nemškem vojaškem pristanišču Wilhelmshaven, od koder se je nato odpravljala na prave vojne patrulje.

### Druga patrulja
V drugo se je odpravila 9. septembra in še istega dne srečno preživela prvi spopad, potem ko je britanska podmornica HMS Ursula (N 59) nanjo izstrelila pet torpedov, ki so vsi zgrešili. Pri tem je šlo za prvi zabeleženi britanski napad kake njihove podmornice v tej vojni. U-35 je nemoteno nadaljevala plovbo in 18. septembra ji je uspel prvi ulov, ko je v vodah severozahodne Škotske potopila dve ribiški barki. Pri tem je tretji barki dovolila, da v miru prevzame brodolomce in jih varno prepelje nazaj domov in tako zaradi tega ni prišlo do nobenih človeških žrtev. Tri dni kasneje je ob napadu na konvoj poškodovala neki britanski tanker, ki pa je napad preživel. Do naslednjih napadov je prišlo v začetku oktobra, tedaj v vodah jugozahodne Britanije in tedaj ji je uspelo potopiti dve nevtralni ladji, ki pa sta vozili tovor v Britanijo in sta bili tako upravičeni žrtvi. Najprej je prvega oktobra potopila 2.239 tonsko belgijsko tovorno ladjo Suzon, ponovno brez človeških žrtev. Dva dni kasneje pa še 4.990 tonski grški Diamantis. Tudi tokrat je bilo vse skupaj brez izgube življenj, še več, preživele člane grške posadke je podmornica prevzela na svoj krov in jih odpeljala do kopnega. Vojna se v svojem začetku tedaj pač še ni razživela v nemilostni in brezkompromisni obračun in dogajale so se tudi take pozitivne zgodbe. To je bila zadnja žrtev te patrulje s katere se je vrnila 12. oktobra po 34 dneh plovbe in po štirih potopitvah s skupno tonažo 7.850 BRT.

### Tretja, zadnja patrulja
Na tretjo plovbo se je odpravila 18. novembra in odplula na sever proti norveški obali. Tam so jo 29. novembra odkrili trije britanski rušilci, jo napadli z globinskimi bombami in tako poškodovali, da se je potopila. Pred potopitvijo se je uspelo rešiti vsem 43 članom njene posadke, ki so jih nato pobrali na britanske ladje in odpeljali v vojno ujetništvo. Tako je zaključila svojo pot U-35 po vsega 12 dneh zadnje plovbe.

## Poveljniki
| Poveljniki |                 |                     |                                     |
| Št.        | Čin             | Ime                 | Poveljstvo                          |
| 1.         | Kapitänleutnant | Klaus Ewerth        | 3. november 1936 - 5. december 1936 |
| 2.         | Kapitänleutnant | Hans Rudolf Rösing  | 6. december 1936 - februar 1937     |
| 3.         | Kapitänleutnant | Hermann Michahelles | februar 1937 - 30. julij 1937       |
| 4.         | Oberleutnant    | Otto Kretschmer     | 31. julij 1937 - 15. avgust 1937    |
| 5.         | Kapitänleutnant | Werner Lott         | 15. avgust 1937 - 29. november 1939 |

## Tehnični podatki
| Kategorije                                    | Podatki                       |
| --------------------------------------------- | ----------------------------- |
| Teža (t): na površju pod površjem polna Teža  | 626 745 915                   |
| Dolžina (m) - tlačni trup (m)                 | 54,51 - 45,50                 |
| Širina (m) - tlačni trup (m)                  | 5,85 - 4,70                   |
| Izpodriv (m)                                  | 4,37                          |
| Višina (m)                                    | 9,50                          |
| Moč (hp): na površju pod podvršjem            | 2.310 750                     |
| Hitrost (vozlov): na površju pod podvršjem    | 17 8                          |
| Doseg (milja/vozel): na površju pod podvršjem | 6.200/10 94/4                 |
| Torpeda/Torpedne cevi                         | 11/5 (4 na premcu, 1 na krmi) |
| Krovni top (mm)                               | 88                            |
| Mine                                          | 22 TMA                        |
| Posadka                                       | 42-46                         |
| Maksimalni potop (m)                          | 200                           |